# ジム・ゴードン
ジェームズ・ベック・「ジム」・ゴードン（James Beck "Jim" Gordon、1945年7月14日 - 2023年3月13日）は、アメリカ合衆国のミュージシャン、作曲家。
1960年代後半から1970年代にかけて最も人気のあったセッションドラマーの一人であり、多くの著名なミュージシャンと共にアルバムを録音した。またブルースロックのスーパーグループだったデレク・アンド・ザ・ドミノスのドラマーでもあった。
1983年、母親を殺害し、統合失調症の診断と懲役16年の判決を受け収監。疾病が寛解しなかったので一度も仮釈放されないまま、2023年3月にカリフォルニア州医療施設で生涯を終えた。

## 経歴
ゴードンは、ロサンゼルスのサンフェルナンド・バレーで成長し、グラント高校に入学した。UCLAの音楽奨学生に合格し、1963年からプロとしての経歴を始める。
セッション・ドラマーのハル・ブレインから指導を受け、17歳でエヴァリー・ブラザースのバックを務め、当時のロサンゼルスで最も需要の多いセッションドラマーの一人となった。60年代に多くの注目に値するセッションに参加した。代表例にはザ・ビーチ・ボーイズの『ペット・サウンズ』、ジーン・クラークの『Gene Clark with the Gosdin Brothers』、ザ・バーズの『名うてのバード兄弟』、メイスン・ウィリアムズの『Classical Gas』などが挙げられる。経歴の絶頂時にはスタジオ・ミュージシャンとしても多忙で、毎日2、3時間のレコーディングのためにラスベガスからロサンゼルスに飛行機で訪れ、その日の内に戻ってシーザーズ・パレスで夜のステージに上がった。
1969年11月から1970年3月まで、デラニー&ボニー&フレンズのメンバーとしてヨーロッパとアメリカでのツアーに参加した、ツアーのメンバーにはエリック・クラプトンがいて、彼はリズム・セクションのゴードンとカール・レイドル（ベース）、さらにボビー・ウィットロック（キーボード）を誘って、後にデレク・アンド・ザ・ドミノスと呼ばれることになるバンドを結成した。

彼等は最初のスタジオレコーディングとしてジョージ・ハリスンのアルバム『オール・シングス・マスト・パス』のバックバンドとしてのセッションを行ない、ついで二枚組アルバム『いとしのレイラ』（1970年）を制作した。ゴードンはドラマーとして参加したのに加えて、「いとしのレイラ」の後半のピアノコーダ部分を作曲した。同曲は第35回グラミー賞（1993年3月）のベスト・ロック・ソングに選ばれ、彼は共作者のクラプトンと共に受賞者になった。しかしウィットロックは後年、そのコーダ部分は彼が作った物ではないと語っている。
ジムはそのピアノのメロディーを元恋人のリタ・クーリッジから盗んだのさ。僕は知ってる。なぜならデラニー&ボニーの頃、僕はハリウッドヒルズのジョン・ガーフィールドの古い家に暮らしてて、そこのゲストハウスにはアップライトピアノがあったんだ。リタとジムがゲストハウスに来て、彼らが「タイム」って呼んでたその曲を作曲するのに僕を誘ったんだ。...彼女の姉のプリシラはその曲をブッカー・T・ジョーンズと録音した（中略）ジムはリタの曲からメロディーを盗み、作曲のクレジットに彼女を入れなかった。彼女のボーイフレンドは彼女から盗んだんだ。
彼の著書ではグラハム・ナッシュが一時のガールフレンドだったリタ・クーリッジのために同じ事を主張したとある。「タイム」はプリシラ・クーリッジとブッカー・T・ジョーンズの1973年のアルバム『Chronicles』で発表された。
ゴードンはデレク・アンド・ザ・ドミノスのアメリカとイギリスのツアーに参加した。バンドはセカンド・アルバムが完成する前の1971年春に解散した。
1970年、彼はジョー・コッカーの『マッド・ドッグス&イングリッシュメン』ツアーに参加し、デイヴ・メイソンのアルバム『アローン・トゥゲザー』に参加した。彼はコッカーとツアーをしている間、同じくツアーに参加していたクーリッジをホテルの廊下で殴り、2人の関係を終わらせたと伝えられている。
1971年、彼はトラフィックと活動して2枚のアルバムに参加した。同年、ハリー・ニルソンのアルバム『ニルソン・シュミルソン』に参加し、「ジャンプ・イントゥ・ザ・ファイアー」でドラムソロを演奏した。
1972年、インクレディブル・ボンゴ・バンドのアルバム『Bongo Rock』に参加。LPバージョンの「アパッチ」での彼のドラムブレイクはラップミュージシャンによって頻繁にサンプリングされている。またヘレン・レディのアルバム『私は女』でドラムを演奏した。
同年、フランク・ザッパの20ピースのビッグ・バンド「グランド・ワズー」と、それに続く10ピースのバンド「プチ・ワズー」に参加した。ザッパはステージで彼を紹介するとき、その若々しい容貌から、しばしば彼を「スキッピー」と呼んだ。おそらく彼のザッパとの最も有名なレコーディングは、1974年に発表されたアルバム『アポストロフィ (')』のタイトルトラックである。これは1972年11月にザッパ（ギター）、トニー・デュラン（ギター）、ジャック・ブルース（ベース）と行ったジャム・セッションで、ブルースと彼がクレジットされた。
1973年、ジョニー・リバーズの「ブルー・スエード・シューズ」とアート・ガーファンクルの『天使の歌声』で演奏し、1974年までリバーズと一緒にツアーを行い、ライブ・アルバム『ラスト・ブギー・イン・パリ』に演奏が収録された。1974年、スティーリー・ダンのアルバム『プレッツェル・ロジック』に参加し、シングル・カットされた「リキの電話番号」を含むほとんど全曲でドラムを演奏した。1973年から1975年までサウザー-ヒルマン-フューレイ・バンドのドラマーとして、クリス・ヒルマンと再び仕事をした。1976年にはアリス・クーパーのアルバム『アリス・クーパー・ゴーズ・トゥ・ヘル』に収録された3曲でドラムを演奏した。

## 母親の殺害、有罪判決と投獄、そして死
やがて彼は統合失調症を発症し、母親の声を含んだ幻聴の症状を持った。彼は自分自身を飢えさせ、眠ったりリラックスしたりドラムを演奏したりできなくなった。しかし医師は彼を正しく診断できず、アルコール中毒者用の治療を行った。
1983年6月3日、彼は72歳の母親オサ・マリー・ゴードンをハンマーで殴打した後、肉切り包丁で刺して殺害した。
彼は殺人で逮捕されてようやく初めて統合失調症と診断された。彼は母親を殺すようにという声が聞こえたと主張した。裁判所は彼が急性統合失調症であると認めたが、精神異常抗弁改革法によるカリフォルニア州法の変更のため、彼は精神異常抗弁の使用を許可されなかった。
1984年7月10日、彼は16年の刑を宣告された。1991年に最初の仮釈放の資格を得たが、聴聞会に一度も出席しなかったため仮釈放は却下された。 2014年、彼は聴聞会への出席を辞退し、少なくとも2018年まで仮釈放を却下された。ロサンゼルスの副地方検事は聴聞会で、彼はまだ「深刻な心理的無能力」であり「薬を服用していないときは危険である」と述べた。2017年11月、彼は統合失調症と再診断され、2021年3月に再取得した11回目の資格も却下となった。
2023年3月13日、カリフォルニア州バカビルにある医療および精神科の刑務所であるカリフォルニア医療施設（California Medical Facility〈CMF〉）に収監されたまま、死去。77歳没。

## ディスコグラフィ
ゴードンはその経歴の中で多くのミュージシャンの作品に参加した。以下はその一部である。
- ピーター・アレン: Taught by Experts
- デュアン・オールマン: An Anthology
- ホイト・アクストン: My Griffin Is Gone
- ジョーン・バエズ: Diamonds & Rust; From Every Stage; Gulf Winds; Blowin' Away
- ザ・ビーチ・ボーイズ: ペット・サウンズ; スマイリー・スマイル; フレンズ; 20/20
- ボー・ブラメルズ: Triangle
- スティーヴン・ビショップ: Careless
- シラ・ブラック: It Makes Me Feel Good
- ブレッド: Bread
- テレサ・ブリュワー: 16 Most Requested Songs
- ジャクソン・ブラウン: プリテンダー
- ジャック・ブルース: Out of the Storm
- ザ・バーズ: 名うてのバード兄弟
- カーペンターズ: 緑の地平線?ホライゾン; 見つめあう恋; Interpretations
- チャド&ジェレミー : The Ark
- シェール: Stars
- エリック・クラプトン: エリック・クラプトン・ソロ
- ジーン・クラーク: Gene Clark with the Gosdin Brothers
- ジョー・コッカー: マッド・ドッグス&イングリッシュメン
- ジュディ・コリンズ: Who Knows Where the Time Goes
- アリス・クーパー: Alice Cooper Goes to Hell; Lace and Whiskey
- クロスビー、スティルス&ナッシュ: クロスビー、スティルス&ナッシュ
- バートン・カミングス: Burton Cummings; Dream of a Child
- ザ・バンド: Islands
- デラニー&ボニー: オン・ツアー・ウィズ・エリック・クラプトン; D&Bトゥゲザー
- デレク・アンド・ザ・ドミノス: いとしのレイラ; In Concert; Live at the Fillmore
- ニール・ダイアモンド: Beautiful Noise
- ドノヴァン: Essence to Essence
- ドクター・ジョン: ザ・サン、ムーン&ハーブス
- エヴァリー・ブラザース: Gone Gone Gone; Beat & Soul; Two Yanks in England; Roots; Stories We Could Tell
- アート・ガーファンクル: 天使の歌声; 愛への旅立ち
- デヴィッド・ゲイツ: First
- ローウェル・ジョージ: Thanks, I'll Eat It Here
- マール・ハガード: Same Train, a Different Time
- ホール&オーツ: ダリル・ホール&ジョン・オーツ; Bigger Than Both of Us
- アルバート・ハモンド: It Never Rains in Southern California; The Free Electric Band; Albert Hammond
- ジョージ・ハリスン: オール・シングス・マスト・パス; リヴィング・イン・ザ・マテリアル・ワールド; ジョージ・ハリスン帝国
- ジム・ヘンソン: The Muppet Movie
- リチャード「グルーヴ」ホームズ: Six Million Dollar Man
- ジョン・リー・フッカー: Endless Boogie
- ジム・ホーン: Through the Eyes of a Horn; Jim's Horn
- テルマ・ヒューストン: I've Got the Music in Me
- ヒューズ・コーポレーション: Freedom for the Stallion; Rockin' Soul; Love Corporation; I Caught Your Act
- インクレディブル・ボンゴ・バンド: "アパッチ"; Bongo Rock
- フィル・ケギー: Love Broke Thru; Ph'lip Side
- B.B.キング: イン・ロンドン
- キャロル・キング:The City
- シェリル・ラッド: Dance Forever
- ジョン・レノン: "パワー・トゥ・ザ・ピープル"[21]
- レターメン: Lettermen 1; Spin Away
- ゴードン・ライトフット: Sundown; Cold on the Shoulder; Gord's Gold; Summertime Dream
- ニルス・ロフグレン（英語版）: Cry Tough
- マンハッタン・トランスファー: Coming Out; Pastiche
- デイヴ・メイソン: Alone Together
- カントリー・ジョー・マクドナルド: Love is a Fire
- マリア・マルダー: オールド・タイム・レイディ; Waitress in a Donut Shop
- エリオット・マーフィー: Elliott Murphy; Lost Generation
- オリヴァー・ネルソン: Skull Session
- トレイシー・ネルソン: Time Is on My Side
- ランディ・ニューマン: Randy Newman; 12 Songs
- ハリー・ニルソン: Aerial Ballet; Skidoo (Soundtrack); Harry; ニルソン・シュミルソン;  Son of Dracula (Soundtrack)
- 野口五郎: Goro in Los Angeles, U.S.A.
- ヨーコ・オノ: Fly
- ヴァン・ダイク・パークス: ソング・サイクル; ディスカヴァー・アメリカ
- トム・ペティ&ザ・ハートブレイカーズ: Tom Petty and the Heartbreakers; Playback
- エルヴィス・プレスリー: "Bringin' It Back" on Today
- ケニー・ランキン: Silver Morning
- レッドアイ: Redeye
- エミット・ローズ: The American Dream
- ライチャス・ブラザーズ: Give It to the People
- ミニー・リパートン: Adventures in Paradise
- ジョニー・リヴァース: L.A. Reggae; Blue Suede Shoes; Last Boogie in Paris; New Lovers and Old Friends; Wild Night; Outside Help
- リンダ・ロンシュタット: ドント・クライ・ナウ
- レオン・ラッセル: レオン・ラッセル・アンド・ザ・シェルター・ピープル; Will o' the Wisp
- シールズ&クロフツ: Seals & Crofts; Summer Breeze; Diamond Girl
- ジョン・セバスチャン: Tarzana Kid
- ルイ・シェルトン: Touch Me
- ジュディ・シル: Heart Food
- カーリー・サイモン: ノー・シークレッツ; ホットケーキ; 人生はいたずら
- トム・スノー: Taking It All in Stride; Tom Snow
- The Souther-Hillman-Furay Band: The Souther-Hillman-Furay Band
- ジョーイ・ステック: Joey Stec
- スティーリー・ダン: プレッツェル・ロジック; "Here at the Western World"
- B. W. Stevenson: Lead Free; My Maria; Calabasas
- John Stewart: The Phoenix Concerts
- ストーン・ポニーズ: "悲しきロック・ビート";[22] Evergreen, Volume 2
- バーブラ・ストライザンド: Barbra Joan Streisand
- 竹内まりや: LOVE SONGS
- ボブ・シール & His Orchestra: I Saw Pinetop Spit Blood
- メル・トーメ: Right Now!
- トラフィック: Welcome to the Canteen; The Low Spark of High Heeled Boys
- ジョン・トラボルタ: John Travolta
- John Valenti: Anything You Want
- トム・ウェイツ: 土曜日の夜
- Tim Weisberg: Hurtwood Edge; Dreamspeaker
- ボビー・ウィットロック: Bobby Whitlock; Raw Velvet
- アンディ・ウィリアムス[要説明]
- メイスン・ウィリアムズ: "Classical Gas"
- フランク・ザッパ: アポストロフィ ('); Lather; 'Grand Wazoo' (tour) and 'Petit Wazoo' (tour); Imaginary Diseases; Wazoo; Little Dots